# 贝塞迪利亚斯
贝塞迪利亚斯，是西班牙卡斯蒂利亚-莱昂阿维拉省的一个市镇。 总面积20km2, 总人口154人（2001年），人口密度8人/km2。